# Leendert Cornelis van der Vlugt

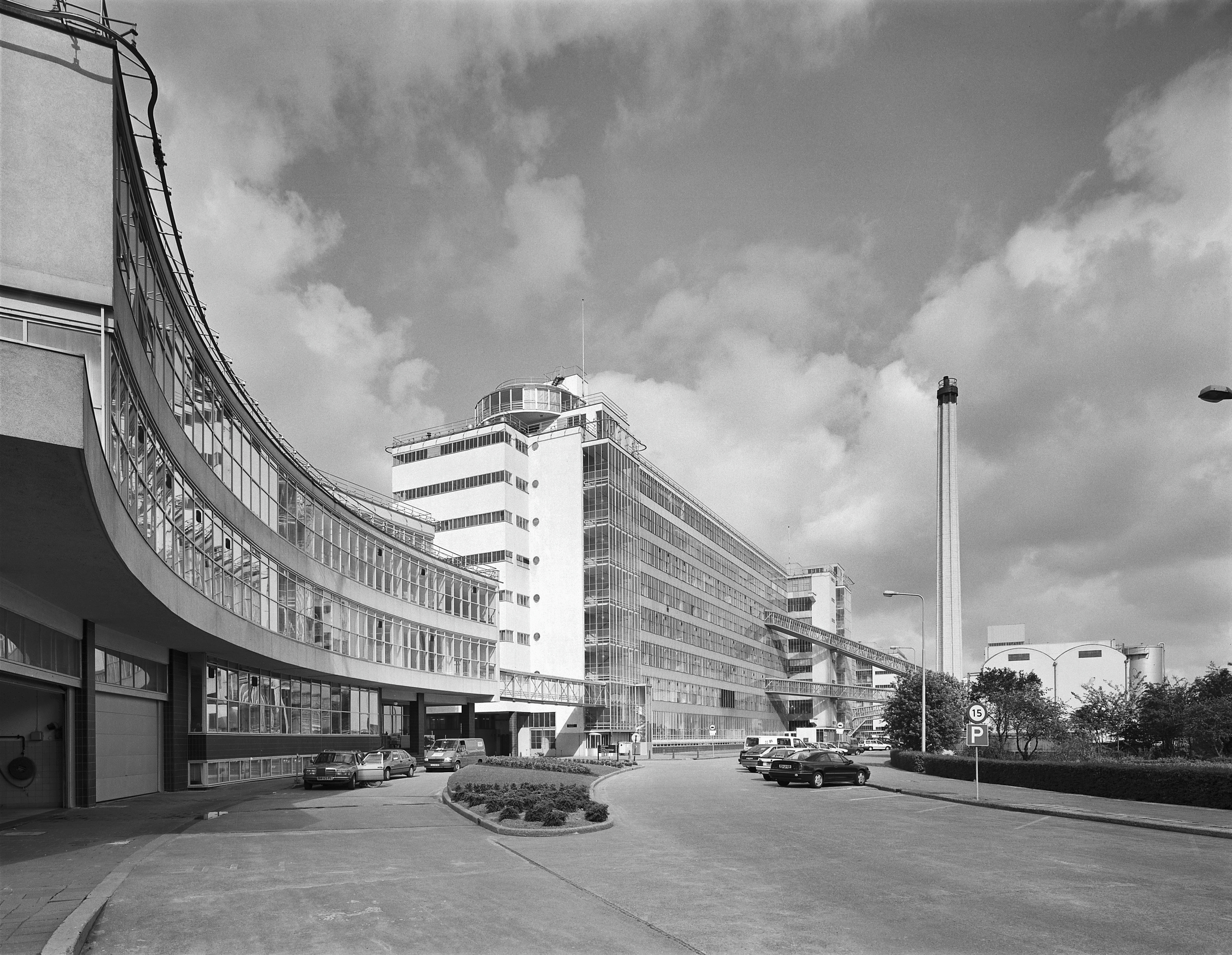
Fábrica Van Nelle de tabaco, té y café (1926-1929), de Van der Vlugt y Johannes Andreas Brinkman, Róterdam (Países Bajos)

Leendert Cornelis van der Vlugt (Róterdam, 13 de abril de 1894 - Róterdam, 25 de abril de 1936) fue un arquitecto racionalista neerlandés. Se asoció con Johannes Andreas Brinkman, con el que formó un estudio activo entre 1925 y 1936, a veces en colaboración con Willem van Tijen.

## Trayectoria
Estudió en la Academia de Artes Plásticas y Ciencias Técnicas de Róterdam. En 1920 fue el fundador de la asociación de arquitectos Opbouw. En 1925 se asoció con Johannes Andreas Brinkman, que había heredado un estudio arquitectónico de su padre, Michiel Brinkman.
La obra principal de Brinkman y Van der Vlugt fue la fábrica Van Nelle de tabaco, té y café en Róterdam (1926-1929), proyectada con una forma abierta que permite la agregación de sucesivos anexos, con un diseño preciso pero humano, acogedor, algo inusual en construcciones industriales.
Otras obras de estos autores fueron: la sede de la Unión Teosófica en Ámsterdam (1925-1926) y la sede de Van Nelle en Leiden (1925-1927), además de varios edificios de viviendas: la villa Van der Leeuw (1927-1928), la casa Sonneveld (1932-1933) y la casa Boevé (1934), todas en Róterdam. Otra obra emblemática suya fue el estadio Feyenoord en Róterdam-Sur (1935-1936). También diseñaron una cabina telefónica (1931) que con el tiempo se ha convertido en un elemento icónico del paisaje urbano neerlandés.
Con Van Tijen construyeron en 1934 el edificio Bergpolder en Róterdam, un conjunto de viviendas de diez pisos con estructura de acero y cerramientos y forjados de madera.
Murió en un accidente de aviación.